# Tel Keppe
Tel Keppe (syriska:ܬܠ ܟܦܐ, arabiska, تل كيف) är en assyrisk stad på Nineveslätten i norra Irak, cirka 15 km nordöst om staden Mosul. Dess befolkning på 35 000 tillhör huvudsakligen den kaldeisk-katolska kyrkan. 
Det sägs att Tel Keppe ursprungligen var en förort till den forntida assyriska huvudstaden Nineve.